# Cybaeodamus lycosoides
Cybaeodamus lycosoides är en spindelart som först beskrevs av Hercule Nicolet 1849.  Cybaeodamus lycosoides ingår i släktet Cybaeodamus och familjen Zodariidae. Inga underarter finns listade i Catalogue of Life.